# Challenger 2
FV4034 Challenger 2 je hlavní bojový tank 3. generace, který v současnosti slouží u armád Spojeného království a Ománu. Vyrábí ho britská společnost Vickers Defence Systems (dnes součást firmy BAE Systems Land and Armaments). Výrobce uvádí, že jde o nejspolehlivější hlavní bojový tank na světě. Od ledna 2008 byly dva Challengery 2 poškozeny v boji a další zničen jiným Challengerem 2 při incidentu „friendly fire“.
Ve Vickers Defence Systems začali vyvíjet nástupce tanku Challenger 1 jako soukromý podnik v roce 1986. V lednu 1989 byla uzavřena smlouva na předváděcí vozidlo v hodnotě 90 milionů liber. V červnu 1991 Ministerstvo obrany podalo objednávku na 140 tanků, s dalšími 268 objednanými v roce 1994. Produkce započala v roce 1993 a první tanky byly doručeny v červnu roku 1994, postupně měly nahradit svého předchůdce Challenger 1. Do služby v Britské armádě byly přijaty v roce 1998, poslední tank byl dodán v roce 2002. Očekává se, že vydrží ve službě až do roku 2035. Královská armáda Ománu objednala 18 Challengerů 2 v roce 1993 a dalších 20 tanků v listopadu 1997. V lednu 2023 britská vláda oznámila, že zvažuje možnost dodání menšího počtu typu ukrajinské armádě na obranu proti ruské agresi a 14. ledna premiér Sunak oficiálně potvrdil přípravy k odeslání 14 kusů. Jejich dodání na Ukrajinu bylo oznámeno 27. března 2023.
Modernizací tanků Challenger 2 má vzniknout verze Challenger 3.

## Vývoj
Nástupce tanku Challenger 1 začala soukromá společnost Vickers Defence Systems (nyní BAE Systems Land & Armaments) vyvíjet na základě oficiálních specifikací již v roce 1986. Společnost předložila své plány na Challenger 2 britskému ministerstvu obrany a v lednu 1989 získala 90 milionů liber na vývoj a zhotovení prototypu. Testovací program specifikoval, že musí být dosaženo tří milníků, které musí splnit celkem 11 kritérií od roku 1989 a 1990. V červnu 1991 se uskutečnil srovnávací test s tanky Leopard 2A5 a M1A2 Abrams. Na základě těchto testů si britské ministerstvo obrany objednalo 140 tanků v hodnotě 520 milionů liber. O tři roky později podepsalo zakázku na dalších 268 vozů v hodnotě 800 milionů liber. Challenger 2 vstoupil do služby v roce 1998.

## Konstrukce

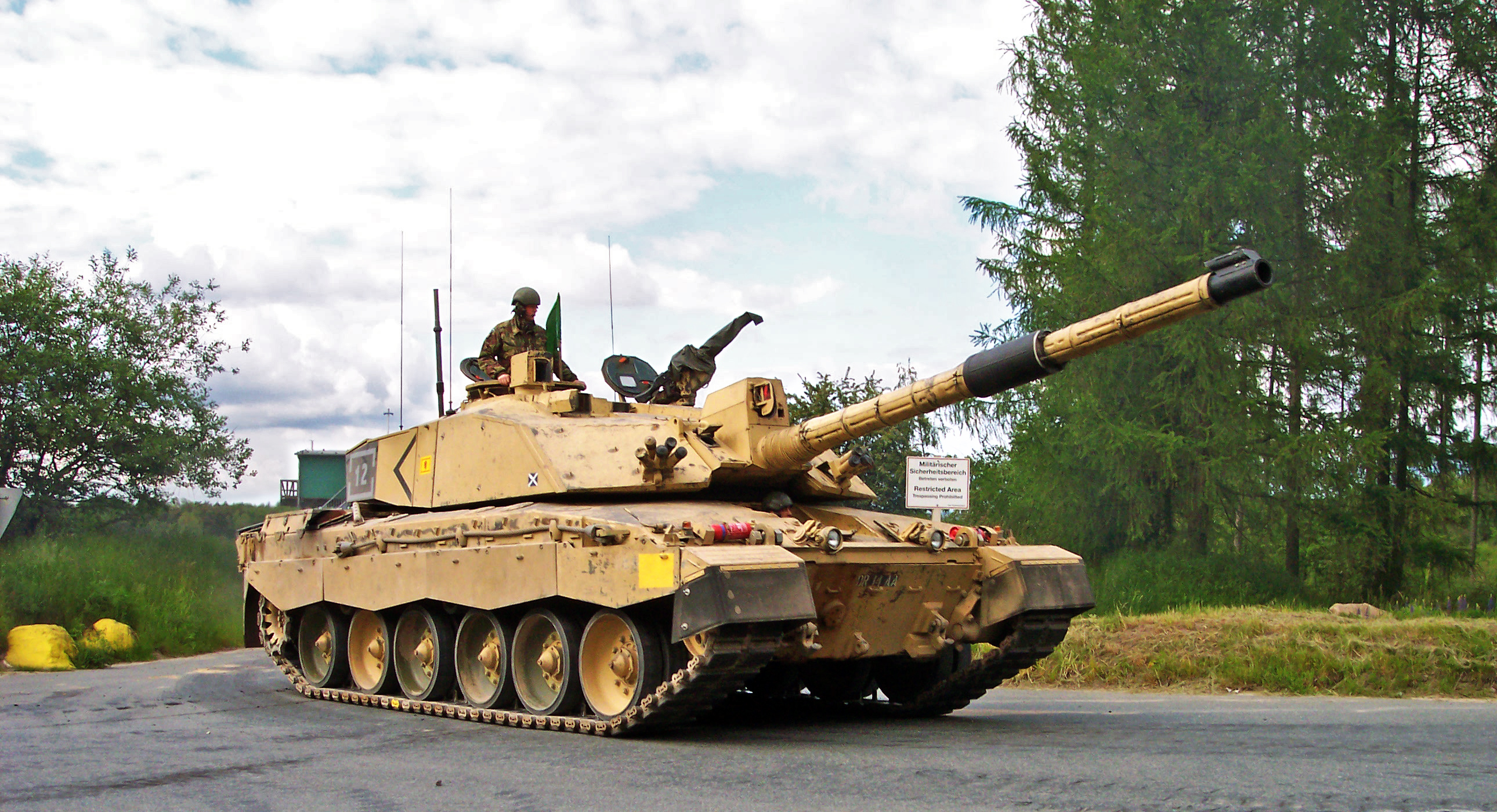
Challenger 2 Královské skotské dragounské gardy (Squadron D) během cvičení v prostoru Bergen-Hohne v Německu

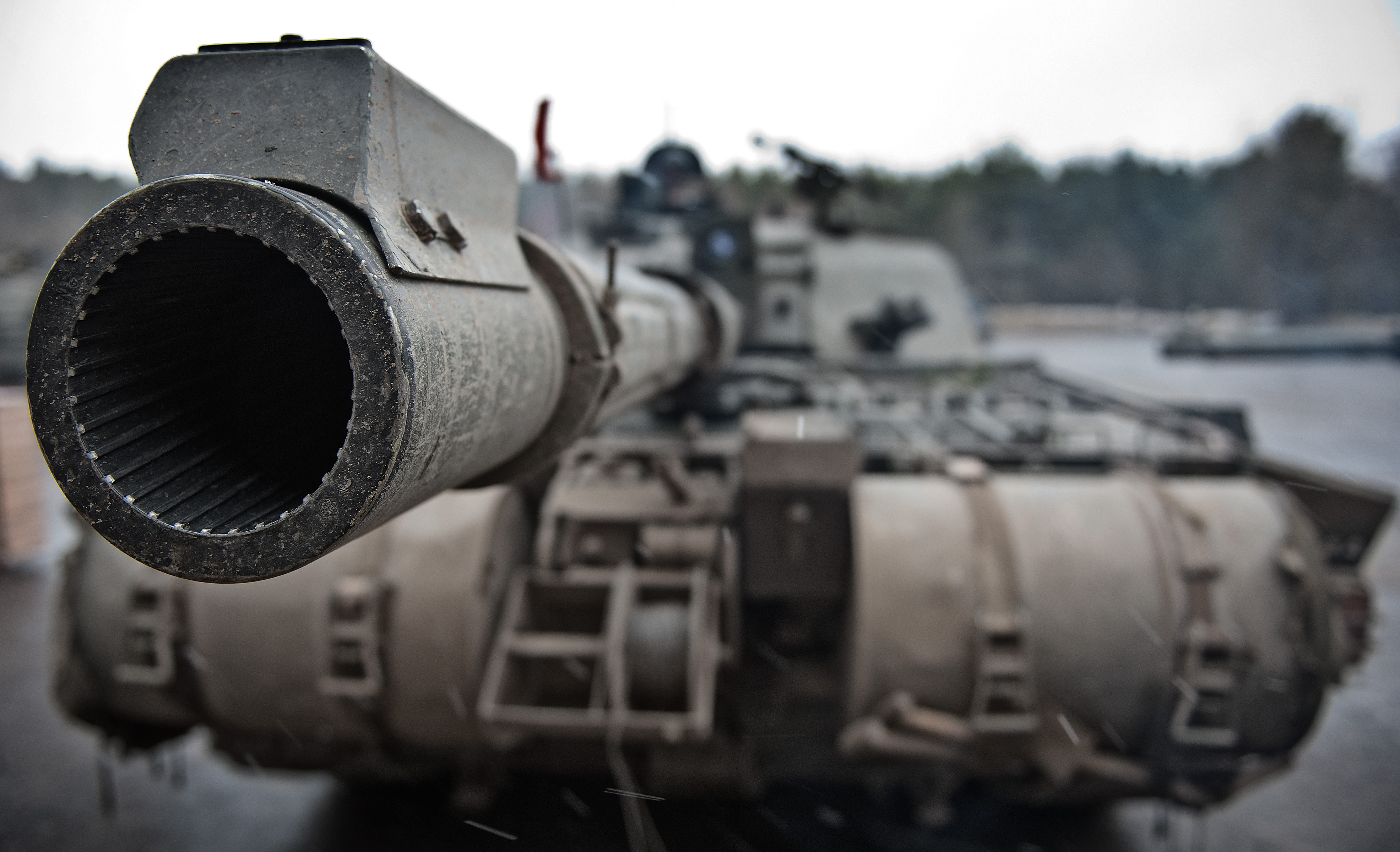
Detailní záběr drážkování hlavně

Korbou a podvozkem se Challenger 2 podobá svému předchůdci (Challenger 1), ale jde v podstatě o novou konstrukci. Na první pohled lze od sebe oba tanky rozeznat podle pancéřování, které kryje termální zaměřovač TOGS (Thermal Observation and Gunnery Sight) umístěný u Challengeru 2 přímo nad hlavní (Challenger 1 jej má na pravé straně věže).
Na rozdíl od všech ostatních současných tanků armád NATO (i jiných tanků 3. generace) je Challenger 2 vyzbrojen kanónem s drážkovanou hlavní. Jedná se o 120mm dělo L30A1 s hlavní o délce 55 hlavní. Důvodem pro volbu drážkované hlavně je fakt, že britská armáda dává přednost munici HESH (High-Explosive Squash Head) před průraznou APFSDS. Granáty HESH mají vyšší dostřel (až 8 km) a jsou účinné proti budovám a slabě pancéřovaným cílům – které jsou při charakteru současných operací převažující. Kromě kanónu nese tank koaxiální kulomet L94A1 ráže 7,62 mm a L37A2 stejné ráže umístěný nad poklopem nabíječe.
Posádka Challengeru 2 je čtyřčlenná - skládá se z velitele, střelce, nabíječe/operátora a řidiče. Tank je vybaven počítačem kanadské společnosti Computing Devices Co a pracuje s bojovým informačním a řídícím systémem PBISA (Platform Battlefield Information System Application). Velitel má k dispozici panoramatický zaměřovač SAGEM VS 580-10, který je stabilizován gyroskopem a spojený s laserovým dálkoměrem. Střelec má stabilizovaný primární zaměřovač s laserovým dálkoměrem v rozsahu od 200 do 10 000m. Nechybí ani termovizní systém TOGS II od Thalesu s nočním viděním, který zobrazuje informace na zaměřovači a monitorech střelce a velitele.
Tank Challenger 2 má velmi dobré pancéřování věže a korby – používá kompozitní pancíř Chobham či Dorchester L2. Kromě pasivní ochrany je tank vybaven explozivním reaktivním krunýřem účinným proti RPG, který byl rozšířen v rámci jedné z posledních modernizací s názvem „Streetfighter“.
Pohon tanku zajišťuje dieselový dvanáctiválcový vidlicový motor Perkins CV12-6A o výkonu 890 kW. Ten umožňuje tanku s bojovou hmotností 75 tun dosáhnout na silnici rychlosti až 59 km/h a v terénu 40 km/h. Díky palivové kapacitě 1592 litrů je jeho maximální dojezd při jízdě na silnici 450 km a 250 km při jízdě v terénu. S externími palivovými nádržemi je jeho dojezd 550 km. Challenger 2 dokáže bez přípravy zdolat 60% stoupání, překonat 0,9 m vysokou vertikální překážku, 2,34 m široký příkop nebo bez přípravy brodit vodu hlubokou 1,07 m.

## Služba

### Válka v Iráku

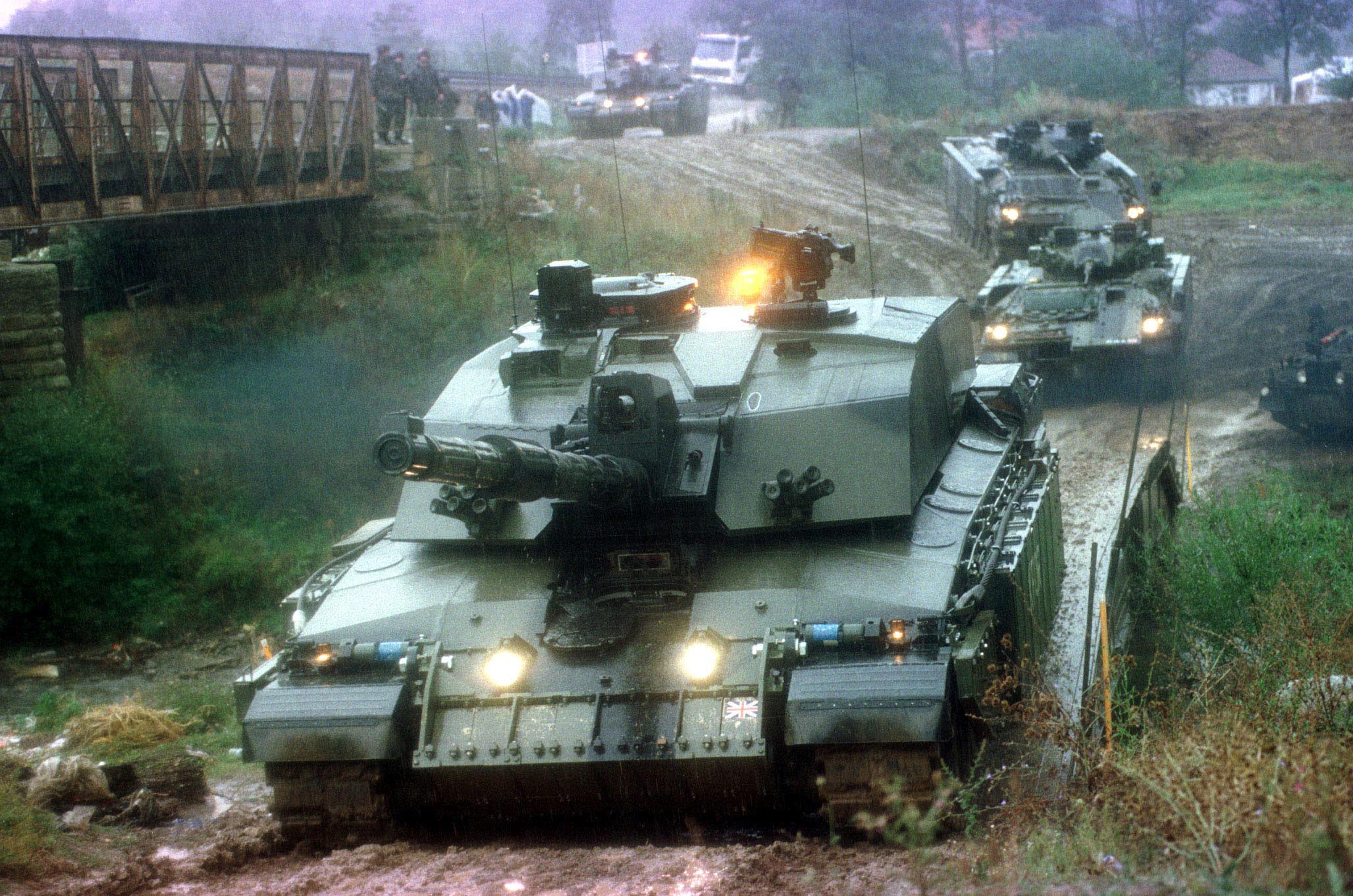
Tanky Challenger 2 v Kosovu, září 2000

V březnu 2003 nasadilo Spojené království 120 svých tanků Challenger 2 do ofenzívy v Iráku. Operovaly v okolí Basry, kde poskytovaly neustálou palebnou podporu pozemním jednotkám. Během obléhání tohoto města vyřazovaly z boje většinou tanky T-54/55. Kvůli nedostatku městského bojového vybavení se však neodvážily vstoupit dovnitř města. Během této operace neztratila britská armáda v boji ani jeden Challenger. 6. dubna 2007 však bylo zaznamenáno jedno zranění řidiče při výbuchu improvizovaného výbušného zařízení. V důsledku přátelské střelby z jiného Challengeru 2 došlo ke ztrátě jediného tanku. Náboj HESH zasáhl otevřenou kopuli velitele a úlomky a výbuch zabili dva členy posádky. Následný požár odpálil munici, což mělo za následek úplné zničení tanku.
Tanky Challenger 2 jsou poměrně odolné vůči protitankovým raketám z RPG. Jeden Challenger byl zasažen 14 střelami ze systémů RPG a MILAN, ale poškozen byl pouze zaměřovací systém. V srpnu 2006 v al-Amarah zasáhla raketa z RPG-29 spodní část prostoru pro řidiče, který byl spolu s dalšími dvěma členy posádky zraněn. Tank se však podařilo dostat mimo nebezpečí.

### Ruská invaze na Ukrajinu
Počátkem září 2023 bylo zveřejněno video ukazující první těžce poškozený tank Challenger 2 dodaný Ukrajině. Dle zdrojů BBC Verify byl tank znehybněn výbuchem miny, který způsobil požár zadní palivové nádrže, což vedlo k evakuaci posádky. Následně se opuštěný tank stal cílem útoku ruského dronu Lancet. Dle uniklých dokumentů amerických tajných služeb byly tanky Challenger 2 dodány ukrajinské elitní 82. letecké útočné brigádě, která byla patrně nasazena v akci na frontě v ukrajinském jižním regionu Záporoží.
Dle nezávislého webu Oryx ztratila Ukrajina k srpnu 2024 dle volně dostupné fotodokumentace nejméně dva Challengery 2.

## Uživatelé

Přehled uživatelů

- Omán: v roce 1993 zakoupil 18 tanků.
- Spojené království: z celkového množství 386 tanků britská armáda k březnu 2023 provozovala 227 tanků.[10]
- Ukrajina: 27. března 2023 získala ukrajinská armáda od Spojeného království 14 tanků.[11]